# بلقاسم بالعكري
حفصاوي بلقاسم بن أحمد بن محمد بن إبراهيم ، أو كما يعرفه الاستعمار الفرنسي الغاشم باسمه الثوري بالعكري المولود بتاريخ 1934 بقارت، 40كم عن مقر بلدية اولاد رشاش والذي التحق بصفوف الثورة التحريرية بداية في 1955، وعمرة لايتجاوز 20 سنة.توفى عام 2019 عن عمر يناهز ال85 عام.
كان قائداً ميدانياً محنكاً تمكن برفقة أصحابه ورفاق دربه من إذلال المستعمر أيما إذلال. أصبح وعمره 22 سنة قائداً لفرقة خاصة أوكلت لها مهمة مباغتة العدو أينما كان.
سطع نجمه واصبح العدو اللدود لفرنسا بالمنطقة بعد تمكنه من افشال مخطط فرنسا الجهنمي الذي لم تم لمكنها من افشال الثورة بالأوراس وتمثل هذا المخطط بمنح منطقة النمامشة الحكم الذاتي وبخطة محكمة مكن هو ورفيق دربه عمار الرفال من نصب كمين مخكم لقادة هذه المؤامرة وقتلهم والعودة إلى جبال الأوراس الأشم معلنين بذلك نهاية لمؤامرة استهدفت ثورة الأبطال وتمكنو من إعادة الثورة إلى مسارها الصحيح وهو استقلال الجزائر كل الجزائر. استدعي فيما بعد إلى مقر الولاية الأولى الأوراس وعين بعدها قائداً للناحية وتحت إمرة قائد الولاية التاريخية الأولى للمجاهد الحاج لخضر الشليحي.